# 宮崎正勝
宮崎 正勝（みやざき まさかつ、1942年 - ）は、日本の歴史学者。前近代の文明交流史、歴史教育を研究分野とする。
昭和17年生まれで東京都出身。都立九段高等学校、東京教育大学文学部史学科卒業。東京都立三田高等学校・都立九段高等学校・筑波大学附属高等学校で世界史教諭を勤めた後、筑波大学常勤講師などを経て、1994年（平成6年）に北海道教育大学教育学部教授。筑波大学大学院教育研究科 非常勤講師（1999年-2003年） 1975年から1987年まで、NHKラジオ・テレビの講座「世界史」の常勤講師。中央教育審議会社会・地理歴史・公民部会専門委員。

## 著書

### 1990年代
- 『地域から見る世界歴史年表－世界史を構成する地域と国家』聖文社、1992年。ISBN 4-7922-0145-4。
- 『イスラム・ネットワーク アッバース朝がつなげた世界』講談社選書メチエ、1994年。ISBN 4-06-258018-7。
- 『鄭和の南海大遠征 永楽帝の世界秩序再編』中公新書、1997年。ISBN 4-12-101371-9。
- 『早わかり 世界史』日本実業出版社、1998年。ISBN 4-534-02812-1。
- 『早わかり東洋史』日本実業出版社、1999年。ISBN 4-534-02973-X。

### 2000年代
- 『ジパング伝説 コロンブスを誘った黄金の島』中公新書、2000年。ISBN 4-12-101558-4。
- 『早わかり世界近現代史』日本実業出版社、2001年。ISBN 4-534-03187-4。
- 『モノの世界史 刻み込まれた人類の歩み』原書房、2002年。ISBN 4-562-03520-X。
- 『ウラ読み世界史』日本実業出版社、2002年。ISBN 4-534-03372-9。
- 『文明ネットワークの世界史』原書房、2003年。ISBN 4-562-03619-2。
- 『地図と地名の世界史』日本実業出版社、2004年。ISBN 978-4-534-03767-1。
- 『グローバル時代の世界史の読み方』吉川弘文館、2004年。ISBN 4-642-05583-5。
- 『スーパービジュアル版 早わかり世界史』日本実業出版社、2005年。ISBN 4-534-03868-2。
- 『海からの世界史』角川選書、2005年。ISBN 4-04-703383-9。
- 『早わかり中東・イスラーム史』日本実業出版社、2006年。ISBN 4-534-04073-3。
- 『黄金の島ジパング伝説』吉川弘文館、2006年。ISBN 978-4-642-05626-7。
- 『知っておきたい「食」の世界史』角川ソフィア文庫、2006年。ISBN 4-04-406402-4。
- 『知っておきたい「酒」の世界史』角川ソフィア文庫、2007年。ISBN 978-4-04-406404-4。
- 『ザビエルの海 ポルトガル「海の帝国」と日本』原書房、2007年。ISBN 978-4-562-04057-5。
- 『知っておきたい「味」の世界史』角川ソフィア文庫、2008年。ISBN 978-4-04-406408-2。
- 『知っておきたい「お金（マネー）の世界史』角川ソフィア文庫、2009年。ISBN 978-4-04-406410-5。
- 『知っておきたい「食」の日本史』角川ソフィア文庫、2009年。ISBN 978-4-04-406412-9。
- 『世界史の誕生とイスラーム』原書房、2009年。ISBN 978-4-562-04179-4。
- 『日本史＆世界史が同時にわかる本』三笠書房、2009年。ISBN 978-4-8379-2299-5。

### 2010年代
- 『超雑学・読んだら話したくなる世界史』日本実業出版社、2010年。
- 『地名でわかるオモシロ世界史』角川ソフィア文庫、2011年。ISBN 978-4-04-409426-3。
- 『風が変えた世界史 モンスーン・偏西風・砂漠』原書房、2011年。ISBN 978-4-562-04660-7。
- 『海図の世界史』新潮選書、2012年。ISBN 978-4-10-603717-7。
- 『北からの世界史』原書房、2013年。ISBN 978-4-562-04943-1。
- 『世界史の読み方』角川選書、2013年。ISBN 978-4-04-703524-9。
- 『「いま」を読み解くための世界史。』池田書店、2013年。ISBN           9784262145419
- 『「空間」から読み解く世界史』新潮選書、2015年。ISBN 978-4-10-603763-4。
- 『世界全史』日本実業出版社、2015年。ISBN 978-4-534-05243-8。
- 『中東とイスラーム世界が一気にわかる本』日本実業出版社、2015年。ISBN 978-4-534-05284-1。
- 『「海国」日本の歴史ー世界の海から見る日本』原書房、2016年。ISBN 978-4-562-05292-9。
- 『中高6年間の世界史が10時間でざっと学べる』KADOKAWA、2016年12月。ISBN 978-4-04-601848-9。
- 『「モノ」で読み解く世界史』大和書房〈だいわ文庫〉、2017年7月。ISBN 978-4-479-30658-0。
- 『世界〈経済〉全史 「51の転換点」で現在と未来が読み解ける』日本実業出版社、2017年7月。ISBN 978-4-534-05513-2。
- 『世界史の真相は通貨で読み解ける 銀貨、紙幣、電子マネー…は社会をどう変えたか』河出書房新社、2018年7月。ISBN 978-4-309-24873-8。
- 『ユダヤ商人と貨幣・金融の世界史』原書房、2019年3月。ISBN 978-4-562-05646-0。
- 『覇権の世界史 陸のモンゴル・海のイギリス・空のアメリカ』河出書房新社、2019年6月。ISBN 978-4-309-22776-4。
- 『黄金の島ジパング伝説 オンデマンド版』吉川弘文館〈歴史文化ライブラリー〉、2019年10月。ISBN 978-4-642-75626-6。
- 『グローバル時代の世界史の読み方 オンデマンド版』吉川弘文館〈歴史文化ライブラリー〉、2019年10月。ISBN 978-4-642-75583-2。

### 2020年代
- 『世界史を動かしたフェイクニュース デマと扇動に人類は興奮し翻弄された』河出書房新社〈KAWADE夢文庫〉、2020年5月。ISBN 978-4-309-48541-6。
- 『地名で読み解く世界史の興亡 その由来と変遷から意外な歴史が浮上する』河出書房新社〈KAWADE夢新書〉、2020年9月。ISBN 978-4-309-50412-4。
- 『商業から読み解く「新」世界史 古代商人からGAFAまで』原書房、2020年10月。ISBN 978-4-562-05853-2。
- 『最高の教養！世界全史 「35の鍵」で流れを読み解く』PHP研究所〈PHP文庫〉、2021年2月。ISBN 978-4-569-90103-9。
- 『10大民族で読み解く世界史の興亡 歴史の主役に躍り出た民族の素顔とは』河出書房新社〈KAWADE夢新書〉、2021年2月。ISBN 978-4-309-50420-9。

## 共編著
- 『ゆれる社会と知の複合』東京書籍、1996年。 (編共著)
- 『世界史の海へ』小学館、1997年。ISBN 4-09-386015-7。
- 『世界史へ 新しい世界史像を求めて』山川出版、1998年。 (共著)
- 『世界史を動かしたモノ事典』日本実業出版社、2002年。ISBN 4-534-03500-4。 (編共著)
- 『生きものにあやつられた日本と世界の歴史』実業之日本社〈コンパクト新書〉、2017年9月。ISBN 978-4-408-33729-6。 (監修)
- 『Q&Aで知る中東・イスラーム 2 イスラーム誕生から二十世紀まで』偕成社、2018年4月。ISBN 978-4-03-705120-4。 (監修)